# Casa-estúdio de Luis Barragán
A Casa-estúdio de Luis Barragán, construída em 1948, representa uma das obras contemporâneas de maior transcendência no contexto internacional, como a UNESCO reconheceu no ano de 2004 ao incluí-la na Lista de Património Mundial. Trata-se do único imóvel individual na América Latina que mereceu essa distinção, devido a - como afirma a UNESCO - ser uma obra de grande mestria dentro do desenvolvimento do movimento moderno. A influência de Luis Barragán na arquitectura mundial continua a crescer todos os dias, e a sua casa, conservada até hoje tal como quando a habitou até a sua morte em 1988, é um dos sítios mais visitados na Cidade do México por arquitectos e apreciadores de arte de todo o mundo. O museu, que compreende a casa e o estúdio de Luis Barragán, é propriedade do Governo do Estado de Jalisco e da Fundação de Arquitectura Tapatía Luis Barragán.